# 巴西大鱗脂鯉
巴西大鱗脂鯉，為輻鰭魚綱脂鯉目脂鯉亞目脂鯉科的其中一個種，為熱帶淡水魚，分布於南美洲巴西淡水流域，棲息底中層水域，生活習性不明。

## 扩展阅读
- 維基物種上的相關：巴西大鱗脂鯉